# Jacques de Campredon
Jacques de Campredon (ok. 1646-1729) – francuski dyplomata.
Do roku 1702 francuski rezydent w Rydze i „polowy” poseł francuski przy królu Szwecji.
Od roku 1702 poseł francuski w Sztokholmie.